# Galium azuayicum
Galium azuayicum är en måreväxtart som beskrevs av Lauramay Tinsley Dempster. Galium azuayicum ingår i släktet måror, och familjen måreväxter. IUCN kategoriserar arten globalt som sårbar.
Artens utbredningsområde är Ecuador. Inga underarter finns listade i Catalogue of Life.